# Spallanzania rectistylum
Spallanzania rectistylum är en tvåvingeart som först beskrevs av Macquart 1847.  Spallanzania rectistylum ingår i släktet Spallanzania och familjen parasitflugor. Inga underarter finns listade i Catalogue of Life.